# Dasychira procincta
Dasychira procincta är en fjärilsart som beskrevs av Saalmüller 1880. Dasychira procincta ingår i släktet Dasychira och familjen tofsspinnare. Inga underarter finns listade i Catalogue of Life.